# Туркменська Вікіпедія
Туркменська Вікіпедія (туркм. Türkmençe Wikipediýa) — розділ Вікіпедії туркменською мовою. Створена у 2004 році. Туркменська Вікіпедія станом на 29 березня 2025 року містить 6922 статті, 30 774 зареєстрованих користувачів, 43 активних дописувачів, 4 адміністраторів
. Загальна кількість сторінок в туркменській Вікіпедії — 17 162, редагувань — 261 114, завантажених файлів — 332
. Глибина (рівень розвитку мовного розділу) туркменської Вікіпедії середня і становить 33.3 пунктів
. 

## Історія
- Січень 2006 — створена 100-та стаття[3].
- Лютий 2008 — створена 1 000-на стаття[3].
- Серпень 2015 — створена 5 000-на стаття[4].